# Therates topali
Therates topali (лат.) — вид жуков-скакунов рода Therates из семейства жужелицы (Carabidae).

## Распространение
Вьетнам (Son La, Cao Bang, Hoa Binh, Vinh Phuc, Nin Binh, Quang Binh).

## Описание
Длина от 5,8 до 7,7 мм. Тело с металлическим блеском. От близких видов отличается сочетанием длинной тонкой плечевой лунки, достигающей или почти доходящей до центральной точки, и светлого цвета вершины надкрылий, которая обычно отсутствует или, если присутствует, ограничивается шовной областью. Голова блестящая зеленовато-чёрная. Мандибулы желтоватые, зубцы по краю буроватые. Верхняя губа почти одинаковой ширины и длины, желтоватая, с 6 вершинными зубцами и одним боковым зубцом. Губные и максиллярные щупики желтоватые. Наличник голый. Лоб гладкий. Переднеспинка блестящая зеленовато-чёрная, одинаковой длинны и ширины, сужена спереди и сзади. Надкрылья блестящие коричневато-чёрные с коричневато-жёлтыми отметинами. Брюшная сторона чёрная. Ноги желтоватые, голени и лапки дистально темнее. Длина эдеагуса 1,9 мм.